# 沉香大桥
沉香大桥是中国广东省规划中的桥梁项目，连接广州市白云区和佛山市南海区，跨越沉香沙。项目原规划2025年建成，但因部分民众对环境噪声、鹭鸟生态保护等环境影响和“邻避”问题一直存在疑虑而久未开工。

## 项目概况
根据最新的规划，沉香大桥项目包括桥梁工程和道路工程。项目自西向东连接佛山市里水镇、广州市白云区。西起佛山市里水镇里广路，向东以路基形式沿规划金峰大道线位至珠江西岸，再以桥梁形式跨越珠江及沉香岛，在珠江东岸以路基形式经过槎头山体后，上跨增槎路，终点接入西槎路（白云一线）。全长3.86公里，其中佛山境内段为0.95公里，广州境内段为2.91公里。
根据最新的规划，该通道跨沉香沙右汊部分为“沉香大桥”，跨沉香岛部分为“沉香岛匝道”，跨沉香沙左汊部分为“西华海大桥”。项目还将新建西侧的彩滨北路立交和东侧的增槎路立交，同时对西槎路拓宽为双向8车道。

## 背景
位处广佛交界的金沙洲因房屋供给量大、房价相对低廉，吸引了大量广佛两地市民入住，但激增的人口远超最初规划，加上进出金沙洲的交通配套不完善，造成严重的交通拥堵问题。2007年，广州发布《金沙洲综合交通规划》，当中在金沙洲北部规划了一座跨越沉香沙、通往广州市区北部的沉香岛大桥（又称沉香沙大桥）。
大桥拟跨越的沉香沙（又称“沉香岛”）开发程度较低，岛上除村民平房和广州市女子强制隔离戒毒所外，大部份面积均为沙洲和绿地。由于环境未破坏，每年秋冬季有大量白鹭在岛上栖息、繁衍。2015年，广州市发布《珠江江心岛整体保护规划》，当中已部分开发的沉香沙被划入限制开发一类。

## 历史
由于沉香大桥系跨市项目，因南海一端的规划长期未稳定，加上大桥附近民众对大桥影响环境和景观存在疑虑，故大桥长期进展缓慢。
在广佛两地对线位规划及出资模式达成共识后，大桥确定采用“北线桥梁线位”方案，并于2020年开始首次环评。2021年5月，白云区政府启动沉香大桥项目征地工作。
因前次环评公示时，部分民众仍有疑虑，故当局再与2021年7月、2022年6月和2024年1月多次公示环评方案，并对南线方案和隧道方案的不可行性作出回应。环评报告指出，大桥建设不涉及生态保护红线、特殊生态敏感区及重要生态敏感区，亦不会导致鸟类群落大波动和衰退，而营运期交通噪声、光污染对鸟类的影响在可接受范围内，现方案对鸟类影响相对较小；同时将建设屏障，以减小噪音。